# Franc Kramberger
Franc Kramberger (Lenart, 7 ottobre 1936) è un arcivescovo cattolico sloveno, dal 3 febbraio 2011 arcivescovo emerito di Maribor.

## Biografia
Franc Kramberger è nato a Lenart il 7 ottobre 1936.

### Formazione e ministero sacerdotale
Il 29 giugno 1960 stato ordinato presbitero la diocesi di Lavant nella cattedrale di Maribor. Dal 1965 al 1972 è stato prefetto degli studi del seminario di Maribor e nel 1972 ne è divenuto preside. L'anno successivo ha conseguito il dottorato presso la Facoltà teologica di Lubiana.

### Ministero episcopale
Il 10 novembre 1980 papa Giovanni Paolo II lo ha nominato vescovo di Maribor. Ha ricevuto l'ordinazione episcopale il 21 dicembre successivo nella cattedrale di Maribor dall'arcivescovo Michele Cecchini, nunzio apostolico in Slovenia, coconsacranti l'arcivescovo di Lubiana Alojzij Šuštar e il vescovo di Graz-Seckau Johann Weber.
Il 7 aprile 2006 la diocesi di Maribor è stata elevata a sede metropolitana e monsignor Kramberger è diventato il suo primo arcivescovo metropolita. Il 3 novembre 2006 il Presidente della Slovenia Janez Drnovšek gli ha conferito l'Ordine d'oro per meriti eccezionali della Repubblica di Slovenia.
Nel gennaio del 2008 ha compiuto la visita ad limina.
Il 3 febbraio 2011 papa Benedetto XVI ha accolto la sua rinuncia al governo pastorale dell'arcidiocesi a causa della sua responsabilità nella grave crisi finanziaria dell'arcidiocesi di Maribor. L'anno precedente infatti una serie anomala di richieste di mutui da parte dell'arcidiocesi di Maribor ha indotto la Santa Sede a inviare in Slovenia un visitatore apostolico che ha portato alla luce una dissennata gestione finanziaria che si protraeva almeno dal 2003. La questione in effetti nel 2007 era già stata oggetto di inchieste giornalistiche, che tra le altre questioni stigmatizzavano la scelta di avere partecipazioni, sia pure indirette, in un'emittente televisiva pornografica. A detta degli ispettori ministeriali l'entità del debito rendeva quello della Chiesa cattolica slovena il più grande crac finanziario della storia del Paese.

## Genealogia episcopale e successione apostolica
La genealogia episcopale è:
- Cardinale Scipione Rebiba
- Cardinale Giulio Antonio Santori
- Cardinale Girolamo Bernerio, O.P.
- Arcivescovo Galeazzo Sanvitale
- Cardinale Ludovico Ludovisi
- Cardinale Luigi Caetani
- Cardinale Ulderico Carpegna
- Cardinale Paluzzo Paluzzi Altieri degli Albertoni
- Papa Benedetto XIII
- Papa Benedetto XIV
- Papa Clemente XIII
- Cardinale Marcantonio Colonna
- Cardinale Giacinto Sigismondo Gerdil, B.
- Cardinale Giulio Maria della Somaglia
- Cardinale Carlo Odescalchi, S.I.
- Cardinale Costantino Patrizi Naro
- Cardinale Lucido Maria Parocchi
- Papa Pio X
- Cardinale Gaetano De Lai
- Cardinale Raffaele Carlo Rossi, O.C.D.
- Cardinale Amleto Giovanni Cicognani
- Arcivescovo Michele Cecchini
- Arcivescovo Franc Kramberger

La successione apostolica è:
- Arcivescovo Anton Stres, C.M. (2000)
- Arcivescovo Marjan Turnšek (2006)
- Vescovo Peter Štumpf, S.D.B. (2006)

## Araldica
| Stemma | Titolare                                        | Descrizione |
|        | Franc Kramberger Arcivescovo emerito di Maribor | Lo stemma consiste in uno scudo spagnolo ed è diviso in due sezioni. La sezione superiore contiene una croce di Sant'Andrea su campo argento in onore del patrono della diocesi. Il campo sottostante è di colore rosso e la sua forma ricorda le colline di cui il vescovo è originario. Questa sezione contiene un grappolo d'uva oro con una foglia verde. Esso ricorda i versetti 15, 1-2 del Vangelo secondo Giovanni dove si legge: "Io sono la vite vera e il Padre mio è l'agricoltore. Ogni tralcio che in me non porta frutto, lo taglia, e ogni tralcio che porta frutto, lo pota perché porti più frutto". Come motto ha scelto l'espressione "Fiat voluntas tua". Lo stemma è completato con gli ornamenti esterni che sono la croce astile, che è posta dietro allo scudo e che si estende sopra e sotto lo scudo, e un cappello chiamato galero con appese dieci nappe in quattro file, su entrambi i lati dello scudo, il tutto in verde. Queste sono le insegne araldiche di un prelato del grado di arcivescovo come stabilito dalla Santa Sede del 31 marzo 1969. |